# Abatacept
L'abatacept, conosciuto anche con il nome commerciale di Orencia, è un proteina di fusione realizzata in laboratorio e impiegata come farmaco per il trattamento dell'artrite reumatoide nelle sue forme di entità moderata o grave. Il farmaco è un modulatore della co-stimolazione che avviene nei linfociti T ed è responsabile del processo infiammatorio a carico della membrana sinoviale, che comporta l'erosione dell'osso. In altri termini, è in grado di agire nella seconda tappa del processo di attivazione autoimmunitaria dei linfociti T, ossia ad uno stadio di artrite reumatoide più precoce rispetto a quello in cui agiscono altri medicinali, tra cui alcuni analgesici, alcuni antinfiammatori non-steroidei o alcuni glucocorticoidi.